# Ibrahima Dabo
Ibrahima Dabo, né le 22 juillet 1992 à Créteil, est un footballeur international malgache qui évolue au poste de gardien de but à la JS Saint-Pierroise.

## Biographie

### En équipe nationale
Il reçoit sa première sélection en équipe de Madagascar le 22 mars 2017, contre l'équipe de Sao Tomé-et-Principe. Ce match est gagné 0-1 rentre dans le cadre des éliminatoires de la CAN 2019.